# جاست دانس 2
جاست دانس 2 (بالإنجليزية: Just Dance 2)‏ ، هي لعبة فيديو من نوع رقص ، أنتجت عام 2010م ونشرها شركة يوبي سوفت ، وتعمل على نظام نينتندو وي الحصرية ، وهي الجزء الثاني من السلسلة الرئيسية للعبة جاست دانس.

## مصدر
1. ↑  About "Just Dance 2" نسخة محفوظة 21 مارس 2012 على موقع واي باك مشين.

## وصلة خارجية
- جاست دانس 2 على موقع IMDb (الإنجليزية)

- الموقع الرسمي